# Leuronota attenuata
Leuronota attenuata är en insektsart som beskrevs av Crawford 1920. Leuronota attenuata ingår i släktet Leuronota och familjen spetsbladloppor. Inga underarter finns listade i Catalogue of Life.